# Kim Rossi Stuart
Kim Rossi Stuart (Roma, 31 ottobre 1969) è un attore e regista italiano.
Salito alla ribalta da giovanissimo con i ruoli di Anthony Scott ne Il ragazzo dal kimono d'oro e di Romualdo nel franchise televisivo Fantaghirò, ha poi proseguito la carriera prevalentemente nel settore cinematografico, dedicandosi solo secondariamente al teatro e alla televisione. Nel film del 2005 Romanzo Criminale ha interpretato Francesco Avolio detto Il Freddo, uno dei tre protagonisti. Ha recitato in numerosi film d'autore, tra cui Al di là delle nuvole, Pinocchio, Le chiavi di casa, Piano, solo, Questione di cuore, Vallanzasca - Gli angeli del male e Anni felici.
Nel corso della sua carriera ha vinto un David di Donatello, cinque Nastri d'argento, tre Globi d'oro, tre Ciak d'oro e tre premi Flaiano.

## Biografia
Nasce a Roma da Giacomo Rossi Stuart, un attore di film di genere nativo di Todi, e da Klara Muller, un'ex modella e scrittrice di origini per metà tedesche e per metà olandesi. Ha tre sorelle, tra cui Valentina, anch'ella attrice. 

### Carriera nel cinema e negli sceneggiati TV
Esordisce sul grande schermo a soli cinque anni in Fatti di gente perbene, per la regia di Mauro Bolognini. A 14 anni gli viene affidato dal regista Marcello Aliprandi il suo primo ruolo da protagonista, nella miniserie TV I ragazzi della valle misteriosa (1984). Nel 1987 viene scelto per interpretare Anthony Scott ne Il ragazzo dal kimono d'oro, che avrà un sequel l'anno dopo. Kim raggiunge però il grande successo popolare nelle miniserie TV Fantaghirò di Lamberto Bava, con Alessandra Martines. Nel frattempo Kim studia recitazione alla scuola di Beatrice Bracco e poi con Francesca De Sapio insieme a molti altri attori.
Nel 1994 riscuote apprezzamenti con Senza pelle di Alessandro D'Alatri e Cuore cattivo di Umberto Marino, mentre nel 1995 è la volta di Al di là delle nuvole, diretto da Michelangelo Antonioni e Wim Wenders. Lo si vede in seguito di nuovo nel 1997, protagonista di una serie TV in due parti Il rosso e il nero, tratto dall'omonimo romanzo di Stendhal. Dopo aver girato Poliziotti (1995) di Giulio Base e I giardini dell'Eden (1998) di Alessandro D'Alatri; La Ballata dei Lavavetri di Peter Del Monte, viene scelto da Roberto Benigni per la parte di Lucignolo in Pinocchio (2002). La consacrazione arriva però con Le chiavi di casa di Gianni Amelio, che vince un Nastro d'argento, e con Romanzo Criminale (2005), film di Michele Placido, che prende spunto dalla storia della Banda della Magliana; in quest'ultimo film è il Freddo, uno dei capi della banda che si innamora di una ragazza perbene, interpretata da Jasmine Trinca. Romanzo criminale è presentato al Festival internazionale del cinema di Berlino, dove ottiene ampi consensi.

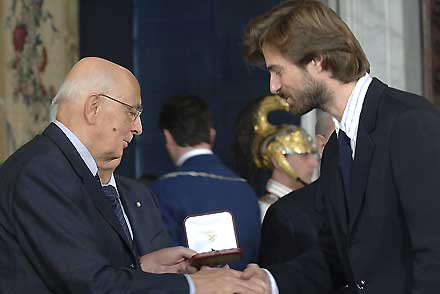
Kim Rossi Stuart riceve al Quirinale dal presidente della Repubblica Italiana, Giorgio Napolitano, il "Premio Vittorio De Sica" nel 2006

Sempre nel 2005 esordisce alla regia con il film Anche libero va bene, presentato al Festival di Cannes. In seguito, alla fine del 2006 gira il film Piano, solo, regia di Riccardo Milani, tratto dal libro di Walter Veltroni; Il disco del mondo - Vita breve di Luca Flores, dedicato al musicista Luca Flores. Nel 2009 interpreta Questione di cuore di Francesca Archibugi, accanto ad Antonio Albanese, formando una coppia irresistibile di due persone completamente diverse che si conoscono in un reparto di rianimazione a seguito di un infarto. Passa con incredibile verità dal tono drammatico alla commedia, rivelandosi come uno degli attori più eclettici del cinema italiano. Riceve la nomination ai David di David di Donatello e ai Nastri d'argento. Nel 2010 interpreta il ruolo di Renato Vallanzasca nel film Vallanzasca - Gli angeli del male, diretto da Michele Placido uscito il 21 gennaio 2011, per il quale vince il Nastro d'argento come miglior attore.

### Carriera teatrale
In teatro ha esordito nel 1987 al Piccolo Teatro di Milano nel Filottete di André Gide, regia di Walter Pagliaro; successivamente lo ricordiamo in ruoli impegnati, quali Edmund nel Re Lear di William Shakespeare (1994), con la regia di Luca Ronconi, poi primo protagonista italiano, accanto a Turi Ferro e diretto da Antonio Calenda, dell'intenso testo di Éric-Emmanuel Schmitt Il visitatore (1996) (solo recentemente ripreso in teatro dal giovane attore amatoriale Marco Predieri), e ancora in un fortunato Amleto (1998-1999), di nuovo con la regia di Calenda, e protagonista di Macbeth nel (2000), sotto la guida di Giancarlo Cobelli.

## Vita privata
Nel novembre 2011 è diventato per la prima volta padre: con la sua compagna, l'attrice Ilaria Spada, ha avuto un figlio maschio. La coppia si è sposata nel marzo 2019, e nel luglio dello stesso anno è venuto alla luce il secondogenito; nel febbraio 2022 Ilaria Spada ha partorito nuovamente, questa volta una bambina.

## Filmografia

### Attore

#### Cinema
- Fatti di gente perbene, regia di Mauro Bolognini (1974)
- Il ragazzo dal kimono d'oro, regia di Fabrizio De Angelis (1987)
- Il mistero del panino assassino, regia di Giancarlo Soldi (1987)
- Il ragazzo dal kimono d'oro 2, regia di Fabrizio De Angelis (1988)
- Domino, regia di Ivana Massetti (1988)
- Obbligo di giocare - Zugzwang, regia di Daniele Cesarano (1989)
- Lo zio indegno, regia di Franco Brusati (1989)
- 18 anni tra una settimana, regia di Luigi Perelli (1991)
- Un'altra vita, regia di Carlo Mazzacurati (1992)
- In camera mia, regia di Luciano Martino (1992)
- Cuore cattivo, regia di Umberto Marino (1994)
- Senza pelle, regia di Alessandro D'Alatri (1994)
- Al di là delle nuvole, regia di Michelangelo Antonioni e Wim Wenders (1995)
- Poliziotti, regia di Giulio Base (1995)
- La ballata dei lavavetri, regia di Peter Del Monte (1998)
- I giardini dell'Eden, regia di Alessandro D'Alatri (1998)
- Pinocchio, regia di Roberto Benigni (2002)
- Le chiavi di casa, regia di Gianni Amelio	(2004)
- Romanzo criminale, regia di Michele Placido (2005)
- Anche libero va bene, regia di Kim Rossi Stuart (2005)
- Piano, solo, regia di Riccardo Milani (2007)
- Questione di cuore, regia di Francesca Archibugi (2009)
- Vallanzasca - Gli angeli del male, regia di Michele Placido (2010)
- Anni felici, regia di Daniele Luchetti (2013)
- L'Ex de ma vie, regia di Dorothée Sebbagh (2014)
- Maraviglioso Boccaccio, regia di Paolo e Vittorio Taviani (2015)
- Tommaso, regia di Kim Rossi Stuart (2016)
- Gli anni più belli, regia di Gabriele Muccino (2020)
- Cosa sarà, regia di Francesco Bruni (2020)
- Brado, regia di Kim Rossi Stuart (2022)

#### Televisione
- I ragazzi della valle misteriosa, regia di Marcello Aliprandi (1984)
- Il generale, regia di Luigi Magni – miniserie TV (1987)
- Il ricatto, regia di Ruggero Deodato – miniserie TV (1988)
- Valentina – serie TV (1989)
- Senza scampo, regia di Paolo Poeti – miniserie TV (1989-1990)
- Gli uomini della sua vita, regia di Joël Santoni – film TV (1990)
- Fantaghirò, regia di Lamberto Bava – miniserie TV (1991)
- Dalla notte all'alba, regia di Cinzia TH Torrini – miniserie TV (1992)
- Un posto freddo in fondo al cuore, regia di Sauro Scavolini (1992)
- Il cielo non cade mai, regia di Gianni Ricci – miniserie TV (1992)
- Fantaghirò 2, regia di Lamberto Bava – miniserie TV (1992)
- Dov'eri quella notte, regia di Salvatore Samperi – miniserie TV (1993)
- Fantaghirò 3, regia di Lamberto Bava – miniserie TV (1993)
- La famiglia Ricordi, regia di Mauro Bolognini – miniserie TV (1995)
- Il rosso e il nero, regia di Jean-Daniel Verhaeghe – miniserie TV (1998)
- Uno bianca, regia di Michele Soavi – miniserie TV (2001)
- Il tunnel della libertà, regia di Enzo Monteleone – miniserie TV (2004)
- Maltese - Il romanzo del Commissario, regia di Gianluca Maria Tavarelli – miniserie TV (2017)
- Everybody Loves Diamonds – serie TV, 8 episodi (2023)
- Il Gattopardo – miniserie TV (2025)

### Regista
- Anche libero va bene (2006)
- Tommaso (2016)
- Brado (2022)

## Riconoscimenti
- Ciak d'oro
  - 1995 – Miglior attore per Senza pelle[8]

- Premio Hystrio
  - 1999 – Premio all'interpretazione

- David di Donatello
  - 2003 – Candidatura al miglior attore non protagonista per Pinocchio
  - 2005 – Candidatura al miglior attore protagonista per Le chiavi di casa
  - 2006 – Candidatura al miglior attore protagonista per Romanzo criminale
  - 2007 – Candidatura al miglior attore protagonista per Anche libero va bene
  - 2007 – Miglior regista esordiente per Anche libero va bene
  - 2008 – Candidatura al miglior attore protagonista per Piano, solo
  - 2010 - Candidatura al miglior attore protagonista per Questione di cuore
  - 2011 - Candidatura al miglior attore protagonista per Vallanzasca - Gli angeli del male
  - 2021 - Candidatura al miglior attore protagonista per Cosa sarà

- Nastro d'argento – Miglior regista esordiente per Anche libero va bene (2007)
- Nastro d'argento – Miglior attore protagonista per Romanzo criminale (2006)
- Nastro d'argento – Miglior attore protagonista per Vallanzasca - Gli angeli del male (2011)
- Nastro d'argento – Migliore sceneggiatura per Cosa sarà[9] (2021)
- Nastro d'argento – Miglior attore protagonista per Cosa sarà (2021)[9]
- Globi d'oro - Miglior attore protagonista per Le chiavi di casa (2005)
- Globi d'oro – Miglior opera prima per Anche libero va bene (2007)
- Globi d'oro – Miglior attore protagonista per Cosa sarà (2021)
- Ciak d'oro 2007 – Miglior opera prima per Anche libero va bene (2007)[10]
- Ciak d'oro – Migliore sceneggiatura per Anche libero va bene (2007)[10]
- Ciak d'oro 2011 - Miglior attore per Vallanzasca - Gli angeli del male (2011)[11]